# Sancho Martínez de Jódar
Sancho Martínez de Jódar (p. siglo XIII – c. 1275), adelantado mayor de Andalucía y, al parecer, integrante del linaje de Leiva.
Probablemente participó en la conquista de Baeza y otras localidades cercanas, en colaboración con su monarca Fernando III de Castilla. Este último, además, le concedió en 1243 la tenencia vitalicia de los castillos de Chincóyar y Neblir (o Ablir), en el valle del río Jandulilla, con la condición de que a su muerte pasarían ambos a engrosar el término del concejo baezano.
Al año siguiente colaboró en una expedición dirigida por el infante Alfonso de Molina, cuyo fin era saquear la Vega de Granada.
El monarca también le cedió las villas de Jódar, Bedmar y El Carpio, el castillo de Garcíez y los poblados musulmanes de Solera, Polera, Gris, Alló y Odgáyar (u Ogáyar), y hasta quizá también controlara Albanchez. Estas posesiones le permitirían afianzarse en la región y asumir la defensa del paso frente a los nazaríes.
Asimismo, participó en la conquista de Sevilla (1248), razón por lo cual recibió allí (específicamente en Pilas y en Huévar) unas doscientas hectáreas de tierra de labor. 
En junio de 1253, Alfonso X lo nombró adelantado mayor de Andalucía, y desde entonces ejerció como juez en pleitos de términos en los reinos de Córdoba (1255) y Jaén (1257). Fue reemplazado en abril de 1258 por Diego Sánchez de Fines.
Junto con su sucesor, firmó en abril de 1265 un pacto con ciertos concejos realengos como los de Córdoba, Jaén y Baeza a fin de hacer frente a la amenaza militar procedente del reino nazarí de Granada.
Estaba vivo al menos hasta enero de 1274, y ya en julio de 1276 consta su fallecimiento.
De acuerdo a ciertas genealogías, contrajo matrimonio con Berenguela de Cabrera. De este enlace nacieron:
1. Sancho Sánchez, que se quedaría con Bedmar.
2. Sancho Pérez, que heredaría la villa de Jódar.